# 구구 음바타로
구구 음바타로(Gugu Mbatha-Raw, MBE, 1983년 6월 30일 ~ )는 잉글랜드의 배우이다. 연극 배우로 출발하여 2007년 영국 SF 드라마 《닥터 후》에 동행자 마사 존스의 여동생 역으로 출연해 인기몰이를 했다. 2011년에는 톰 행크스가 연출한 로맨스 코미디 영화 《로맨틱 크라운》에서 발랄한 여대생 역으로 할리우드에 데뷔했다. 《벨》(2013), 《블랙버드》(2014)에 주인공으로 발탁되었다.

## 어린 시절
구구 음바타로의 본명은 구굴레투 소피아 음바타(줄루어: Gugulethu Sophia Mbatha)이다. '구구'는 '구굴레투'의 준말이며, 줄루어로 '우리의 긍지'를 뜻한다. 아버지는 남아프리카 공화국 출신 의사 패트릭 음바타(Patrick Mbatha), 어머니는 영국인 간호사 앤 로(Anne Raw)이다. 1983년 옥스퍼드에서 태어났으며, 18세 때 런던으로 이주하여 왕립연극학교에 입학해 연기 훈련을 받았다.

## 경력
2005년 상연된 연극 《로미오와 줄리엣》에서 줄리엣 역을 맡았다. 이때 상대 로미오 역은 앤드루 가필드였다. 2009년 《햄릿》에서는 오필리아 역으로 주드 로와 짝을 맞췄다. 할리우드 진출 전 이미 할리우드 배우들과 호흡을 맞춘 것이다.
2010년 J. J. 에이브럼스가 제작한 첩보 드라마 《언더커버스》에서 부부 첩보원으로 출연했다. 남편 스티븐(보리스 코조 분)과 함께 첩보 활동을 펼치는 서맨사 블룸 역을 연기했으나, 작품이 2달 만에 종영되었다. 음바타로는 영국 출신임에도 자연스러운 미국 억양을 보여주었는데, 평소 미국 예능 프로와 드라마를 즐겨보기 때문이라고 한다.
2011년 톰 행크스가 연출한 로맨틱 코미디 영화 《로맨틱 크라운》에 출연하여 주인공 래리(톰 행크스 분)를 스쿠터 동아리에 끼워주는 여대생 탈리아 역으로 나왔다.
2014년 영화 《블랙버드》에서 주인공 노니 역을 맡았다. 극 중 노니는 스타가 되기를 포기하고 뮤지션으로 활동하기로 결심하는 인물이다. 음바타로는 이 역을 소화하기 위해 비욘세와 리애나의 프로듀서, 레이디 가가와 케이티 페리의 안무가 등으로부터 트레이닝을 받았다고 한다. 이 역할로 음바타로는 제24회 고섬 독립영화상 시상식에서 스칼릿 조핸슨, 줄리앤 무어, 미아 바시코프스카 등의 다른 배우들과 함께 여우주연상 부문 후보에 올랐다.
2015년 BAFTA 신인상 후보에 지명되었다. 같은 해 9월 19일부터 10월 17일까지 셰익스피어 글로브 극장에 올라간 제시카 스웨일의 연극 《넬 귄》 초연에서 찰스 2세의 정부가 되는 여배우 넬 귄 역을 맡아 이브닝 스탠더드 시어터 어워즈 여우주연상 후보에 올랐다.
2017년 연극 분야에 대한 공로를 인정 받아 대영 제국 훈장 수훈자로 선정되어 2017년 6월 서훈명단에 올랐다.
2021년 유엔난민기구 국제 친선대사로 임명되었다.

## 출연 작품

### 텔레비전
| 연도       | 제목                       | 원제                                | 역할                      | 비고                                                   |
| ---------- | -------------------------- | ----------------------------------- | ------------------------- | ------------------------------------------------------ |
| 2004       | 홀비 시티                  | Holby City                          | 콜렛 힐                   | "Overload" 편                                          |
| 2006       | 바이털 사인                | Vital Signs                         | 이브                      | 5회분                                                  |
| 2006       | 배드 걸스                  | Bad Girls                           | 피델리티 손더스           | 2회분                                                  |
| 2006       | 스푹스                     | Spooks                              | 제니                      | 9회분                                                  |
| 2007       | 닥터 후                    | Doctor Who                          | 티시 존스                 | 4회분                                                  |
| 2007       | 애거사 크리스티: 미스 마플 | Agatha Christie's Marple            | 티나 아가일               | "누명(Ordeal by Innocence)" 편                         |
| 2008       | 로스트 인 오스틴           | Lost in Austen                      | 피라냐                    | 2회분                                                  |
| 2008       | 본키커스                   | Bonekickers                         | 비브 데이비스             | 6회분                                                  |
| 2010       | 언더커버스                 | Undercovers                         | 서맨사 블룸               | 주연; J. J. 에이브럼스 제작                            |
| 2012       | 터치                       | Touch                               | 클레아 홉킨스             | 주연                                                   |
| 2016       | 블랙 미러                  | Black Mirror                        | 켈리                      | "샌주니페로" 편                                        |
| 2016, 2019 | 이지                       | Easy                                | 소피                      | 시즌 1 "서로의 케미" 편, 시즌 3 "잊을 수 없는 사람" 편 |
| 2019       | 다크 크리스탈: 저항의 시대 | The Dark Crystal: Age of Resistance | 셀러돈                    | 애니메이션                                             |
| 2021       | 더 걸 비포                 | The Girl Before                     | 제인                      | 주연                                                   |
| 2021-현재  | 로키                       | Loki                                | 러보나 렌슬레이어 판사    |                                                        |
| 2022       | 우먼 인 더 워터            | Surface                             | 소피 엘리스 / 테스 콜드웰 | 주연; 총괄 제작                                        |

### 영화
| 연도 | 제목                    | 원제                    | 역할                 | 비고 |
| ---- | ----------------------- | ----------------------- | -------------------- | ---- |
| 2011 | 로맨틱 크라운           | Larry Crowne            | 탈리아               |      |
| 2012 | 오드 토머스             | Odd Thomas              | 바이올라 피보디      |      |
| 2013 | 벨                      | Belle                   | 다이도 엘리자베스 벨 |      |
| 2014 | 블랙버드                | Beyond the Lights       | 노니 진              |      |
| 2015 | 주피터 어센딩           | Jupiter Ascending       | 파물러스             |      |
| 2015 | 게임 체인저             | Concussion              | 프레마 무티소        |      |
| 2016 | 더 홀 트루스            | The Whole Truth         | 저넬 브레이디        |      |
| 2016 | 존스 자유주             | Free State of Jones     | 레이철 나이트        |      |
| 2016 | 미스 슬로운             | Miss Sloane             | 에즈메이 매뉴채리언  |      |
| 2017 | 미녀와 야수             | Beauty and the Beast    | 플뤼메트             |      |
| 2018 | 클로버필드 패러독스     | The Cloverfield Paradox | 에이바 해밀턴        |      |
| 2018 | 패스트 컬러             | Fast Color              | 루스                 |      |
| 2018 | 대체불가 당신           | Irreplaceable You       | 애비                 |      |
| 2018 | 시간의 주름             | A Wrinkle in Time       | 케이트 머리          |      |
| 2018 | 파밍                    | Farming                 | 콘스턴스 다포        |      |
| 2019 | 머더리스 브루클린       | Motherless Brooklyn     | 로라 로즈            |      |
| 2020 | 컴 어웨이               | Come Away               | 성인 앨리스          |      |
| 2020 | 미스비헤이비어          | Misbehaviour            | 제니퍼 호스턴        |      |
| 2020 | 서머랜드                | Summerland              | 비라                 |      |
| 2024 | 리프트: 비행기를 털어라 | Lift                    | 애비                 |      |

## 서훈
- 2017년 대영 제국 훈장 5등급(MBE)